# 普伊國家自然保護區
普伊國家自然保護區（西班牙語：Reserva nacional natural Puinawai）是哥倫比亞的自然保護區，位於該國東部瓜伊尼亞省，成立於1989年9月21日，面積10,925平方公里，每年平均降雨量3,600毫米。